# Decimeter
Decimeter (označba dm) je izpeljana enota za merjenje dolžine, enaka eni desetinki metra (predpona »deci-« v mednarodnem sistemu enot označuje 1/10).
Povezane dolžinske enote:
- Kilometer
- Meter
- Centimeter
- Milimeter